# Les Oiseaux, les Orphelins et les Fous
Pour plus de détails, voir Fiche technique et Distribution.
Les Oiseaux, les Orphelins et les Fous (Vtáčkovia, siroty a blázni) est un film tchécoslovaque réalisé par Juraj Jakubisko, sorti en 1969.

## Synopsis
Dans la Tchécoslovaquie de l'après-guerre, deux amis, Yorick et Andrej, rencontrent la jeune Marta. Tous les trois sont orphelins et vont connaître ensemble la joie, l'amour et la haine jusqu'à une fin tragique.

## Fiche technique
- Titre : Les Oiseaux, les Orphelins et les Fous
- Titre original : Vtáčkovia, siroty a blázni
- Réalisation : Juraj Jakubisko
- Scénario : Juraj Jakubisko et Karol Sidon
- Musique : Zdeněk Liška
- Photographie : Igor Luther
- Montage : Maximilián Remeň et Bob Wade
- Décors : Anton Krajčovič
- Pays d'origine : Tchécoslovaquie
- Format : Couleurs - Mono
- Genre : Comédie, fantastique
- Durée : 78 minutes
- Dates de sortie : 
  - Tchécoslovaquie : 27 septembre 1969
  - France : mai 1971 (Quinzaine des cinéastes de Cannes)
  - France : 19 juin 1974

## Distribution
- Philippe Avron : Andrej
- Jirí Sykora : Yorick
- Magda Vášáryová : Martha
- Míla Beran : Landlord

## Distinctions
Le film a été présenté à la Quinzaine des réalisateurs (renommé « Quinzaine des cinéastes »), en sélection parallèle du festival de Cannes 1971.
Il a également reçu le Second prix au Festival international du film fantastique d'Avoriaz 1973[réf. souhaitée]

## Analyse
Le titre est tiré de la Bible : « Dieu nourrit les oiseaux, les orphelins et les fous ».

## Censure
Le film fut interdit pendant près de vingt ans à la suite de l'avis défavorable de la commission du Ministère de la culture de la République socialiste slovaque qui jugea le film comme "non socialiste, désespéré et négativiste".[réf. souhaitée]